# Denis Lemyre
Denis Lemyre (* 16. Januar 1968 in Paris) ist ein ehemaliger französischer Radrennfahrer und nationaler Meister im Radsport.

## Sportliche Laufbahn
Lemyre war im Bahnradsport aktiv. 1986 siegte er bei den Bahnradsport-Weltmeisterschaften der Junioren im Sprint. 1987 wurde er Dritter im Grand Prix Kopenhagen. 
Bei den Bahnradsport-Weltmeisterschaften 1991 gewann er im Tandemrennen mit Frédéric Lancien als Partner die Bronzemedaille.